# Anne Bacon
Anne Bacon, född 1528, död 1610, var en engelsk författare.
Hon är känd för sin översättning av John Jewels Apologie of the Anglican Church (1564) från latin, vilket ses som en viktig del av engelsk religiös historia. 